# Прапор Торговиці
Пра́пор Торго́́виці — офіційний символ села Торговиці, Городенківського району Івано-Франківської області, затверджений 1 липня 2010 р. рішенням Торговицької сільської ради.
Автор — Андрій Гречило.

## Опис
Квадратне полотнище складається з двох рівновеликих горизонтальних смуг — верхньої малинової та нижньої зеленої.